# Schleibach
Der Schleibach (auch Schleibek, dänisch Slibæk) ist ein Wasserlauf im nördlichen Teil Schwansens im nordöstlichen Schleswig-Holstein (Südschleswig) nahe der Ortschaft Olpenitz. Der Schleibach entspringt nahe dem Ort Brodersby, passiert das Waldgebiet Köh (dän. Kølen), Weidemark und mündet schließlich nahe Schleimünde bei Olpenitz in die Ostsee. Im Zuge der Entwicklung des Ostseeressorts Olpenitz ist der Schleibach naturnah gestaltet worden. Er zeichnet sich unter anderem durch steile Böschungen aus. Noch im 19. Jahrhundert mündete der Bach direkt in die Schlei (Olpenitzer Noor), woher auch der Name zu erklären ist. 

## Weblinks

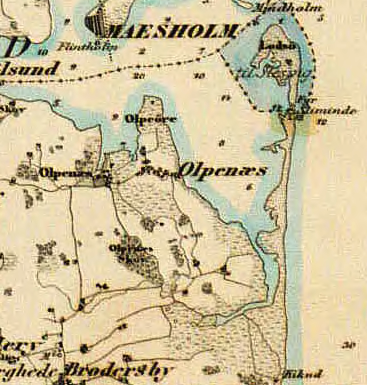
Im 19. Jh. mündete der Bach noch in die Schlei (Olpenitzer Noor/Olpenæs Nor)